# Discographie et vidéographie d'Eurythmics

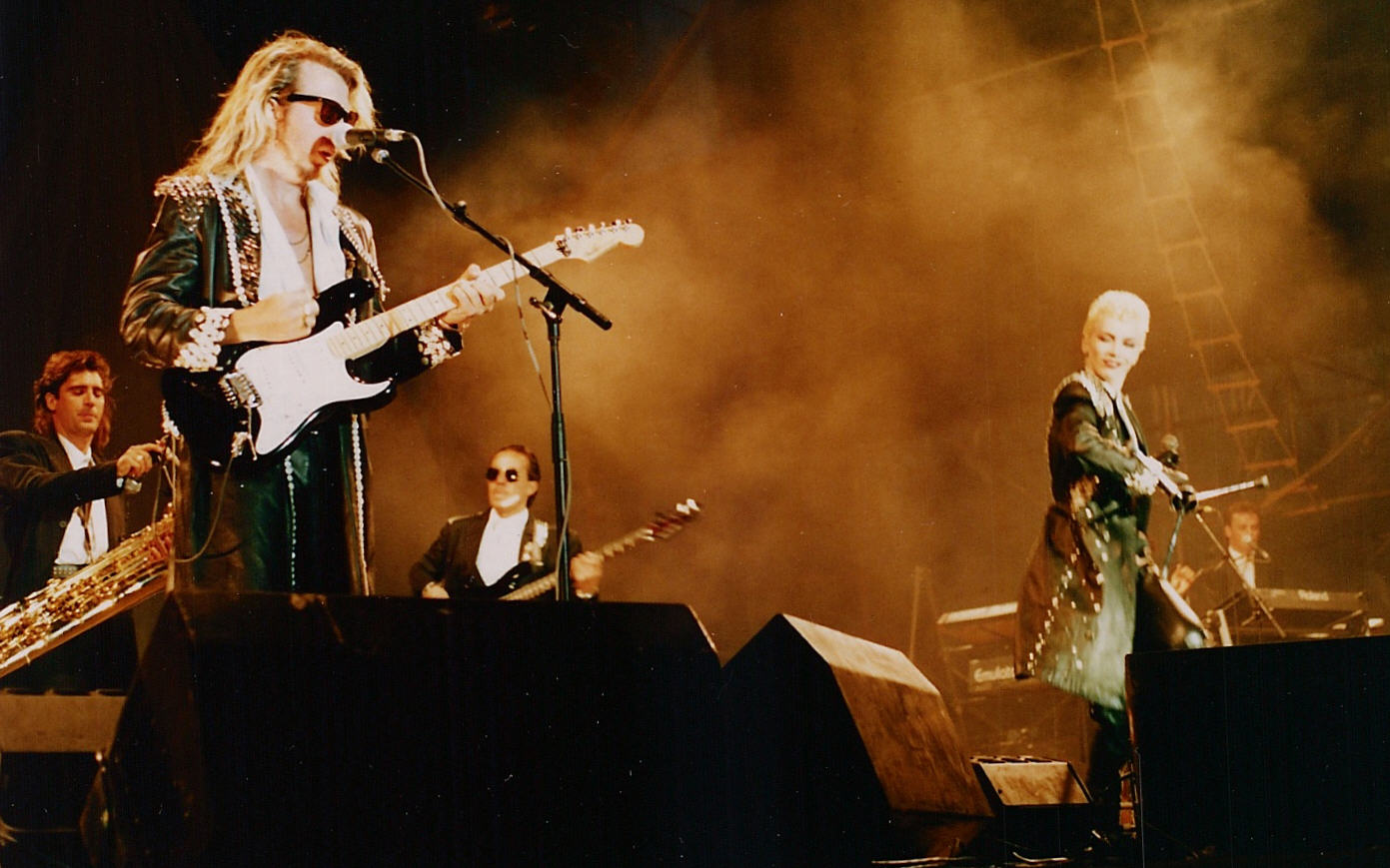
Eurythmics au festival Rock am Ring en 1987

Durant sa carrière, le groupe Eurythmics a sorti neuf albums studio, quatre compilations et un album d'enregistrements en direct.

## Singles
- 1981 : Never Gonna Cry Again
- 1981 : Belinda
- 1982 : This is the House (premier extrait de l'album "Sweet Dreams (Are Made Of This)")
- 1982 : The Walk
- 1982 : Love Is a Stranger (premier single à être sorti en France)
- 1983 : Sweet Dreams (Are Made of This)
- 1983 : Who's That Girl ?
- 1983 : Right By Your Side
- 1984 : Here Comes the Rain Again
- 1984 : Sexcrime (Nineteen Eighty-Four)
- 1985 : Julia
- 1985 : Would I Lie to You?
- 1985 : There Must Be an Angel (Playing with My Heart)
- 1985 : Sisters Are Doin' It for Themselves
- 1985 : It's Alright (Baby's Coming Back)
- 1986 : When Tomorrow Comes
- 1986 : Thorn in my Side
- 1986 : The Miracle of Love
- 1987 : Missionary Man
- 1987 : Beethoven (I love to listen to)
- 1987 : Shame
- 1988 : I need a man
- 1988 : You've Placed a Chill in my Heart
- 1988 : Revival
- 1989 : Don't Ask me Why
- 1990 : The King & Queen of America
- 1990 : Angel
- 1999 : I Saved The World Today
- 2000 : 17 Again
- 2000 : Peace is just a word
- 2005 : I've Got a Life
- 2006 : Sweet Dreams (are made of this) [Remix Steve Angello]

## Vidéographie
- 1983 Sweet Dreams (The Video Album)
- 1987 Live (Revenge Tour)
- 1987 Savage (Video Album)
- 1987 Brand New Day - filmée par Amos Gitaï
- 1990 We Two Are One Too
- 1991 Greatest Hits
- 2000 Peacetour
- 2005 Ultimate Collection